# Samtgemeinde Sachsenhagen
La comunità amministrativa di Sachsenhagen (Samtgemeinde Sachsenhagen) si trova nel circondario della Schaumburg nella Bassa Sassonia, in Germania.

## Suddivisione
Comprende 4 comuni:
1. Auhagen
2. Hagenburg (comune mercato)
3. Sachsenhagen (città)
4. Wölpinghausen

Il capoluogo è Sachsenhagen.